# XI століття до н. е.
11 століття до н. е. — період від 1 січня 1100 до 31 грудня 1001 років.
Хоча достатньо людських спільнот були писемними в цей період, більшість осіб згадних в цій статті слід вважати скорше легендарними ніж історичними.

## Події
- 1089 до н. е. — Мелант, легендарний цар Афін, помер після правління протягом 37 років, а трон успадкував його син Кодр.
- 1079 до н. е. — смерть царя Чен-Ваня з династії Чжоу у Китаї.
- 1078 до н. е. — Кан-ван стає царем династії Чжоу у Китаї.
- 1077 до н. е. — помирає Рамсес XI, завершуючи 20-ту династію єгипетських фараонів. Його наступником стає Смендес I, який започаткував 21-шу династію.
- 1068 до н. е. — Кодр, легендарний цар Афін, загинув у битві проти Дорійських завойовників після 21 року правління. За афінською традицією він — останній цар, що зберігав абсолютну владу. Сучасні історики вважають його останнім царем, про якого нам відомо з грецької міфології. Наступником став його син Медон.
- 1053 до н. е. — смерть царя Кан-вана з династії Чжоу у Китаї.
- 1052 до н. е. — Чжао-ван з династії Чжоу стає царем у Китаї.
- 1051 до н. е. — Саул стає першим царем Ізраїлю.
- 1050 до н. е. — Филистимляни захоплюють Ковчег Заповіту в битві проти Ізраїлю (дата є приблизною).
- 1048 до н. е. — Медон, цар Афін, вмирає після 20 років правління, а його наступником стає син — Акаст.
- 1046 до н. е. — У Ван скидає китайського царя Ді Сіня (Шан Чжоу) і засновує династію Чжоу (1046 до н. е. — 249 до н. е.).
- 1044 до н. е. — через смерть Смендеса I, царя Єгипту, владу успадковують два регенти, Псусеннес I і Неферкаре Аменемнісу.
- 1039 до н. е. — Неферкаре Аменемнісу, цар Єгипту, помирає.
- 1027 до н. е. — за традицією: дата кінця династії Шань у Китаї.
- 1025 до н. е. — ймовірний час зародження Чорноліської культури.
- прибл. 1020 до н. е. — знищення Трої.
- 1020 до н. е. — Саул стає першим царем Ізраєлітів.
- 1012 до н. е. — Акаст, цар Афін, помирає після 36 років правління. Трон успадковує його син Архіп.
- 1006 до н. е. — Давид стає наступником царя Саула.
- 1000-ні до н. е. — перші докази появи сільського господарства у Кенійських високогір'ях.
- прибл. 1000 до н. е. — латини прибувають в Італію з регіону Дунаю.
- прибл. 1000 до н. е. — датовано археологічні знахідки на тамільскій мові (сучасна мова у Індії) знайдені у 2005 році.
- 1000-ні до н. е. — винайдено Фінікійський алфавіт.